# Agrotis virgatapallida
Agrotis virgatapallida är en fjärilsart som beskrevs av Tutt 1892. Agrotis virgatapallida ingår i släktet Agrotis och familjen nattflyn. Inga underarter finns listade i Catalogue of Life.